# Félix Extremeño Prieto
Félix Extremeño Prieto, más conocido como Félix el Gato, es un humorista español nacido en el barrio madrileño de Las Ventas y que actualmente reside en Getafe.
Su alias ‘El Gato’ le viene por ser madrileño y en homenaje al famoso gato de dibujos animados.

## Trayectoria profesional
Félix comienza su carrera en los años 80 como humorista aficionado en el Rincón del Arte Nuevo en Madrid. Formó parte de la cantera de aquella sala, en cuyo escenario actuaron en aquella época cómicos tan conocidos como Faemino y Cansado, Pedro Reyes o Mariano Mariano.
A partir de ese momento, Félix el Gato emprendió una actividad artística que tuvo como primera escala otro local emblemático, Sambrasil. Pronto fue desplegándose por toda España, aunque encontró su refrendo con su incursión en televisión, donde compartió escenario con figuras de la talla de Sara Montiel, Celia Cruz, Alberto Cortez, Rocío Jurado, Concha Velasco o Carmen Sevilla, entre otros. Su carrera artística se consolidó en el programa Tutti Fruti, en Tele 5, aunque después recorrió varias cadenas como TVE, Antena 3, Telemadrid, TVG,etc., trabajado en solitario.
Pronto estuvo entre los humoristas más conocidos de España.
Félix el Gato ha estado siempre vinculado a diferentes causas solidarias. Participó junto a Mari Carmen y sus muñecos en el I Festival de la risoterapia hospitalaria.